# Zuhres
Zuhres este un oraș din Ucraina.